# Síndrome de Felty
El síndrome de Felty se caracteriza por la presencia de artritis reumatoide, esplenomegalia y neutropenia. Afecta a menos del 1% de los pacientes con artritis reumatoide. Fue descrita por Augustus Roi Felty en 1924.

## Síntomas
Los síntomas del síndrome de Felty son similares a los de la artritis reumatoide. Los pacientes presentan dolor articular de características inflamatorias, más comunes en manos, pies y brazos. En algunos casos, el síndrome puede desarrollarse en períodos en los que los síntomas y hallazgos físicos asociados con la artritis reumatoide han disminuido o no están presentes. En estos casos, el síndrome de Felty puede no ser diagnosticado. En casos todavía más raros, el síndrome puede preceder a los síntomas y signos asociados a la artritis reumatoide. 
El síndrome de Felty también se caracteriza por presentar un bazo anormalmente grande (esplenomegalia) y niveles bajos de neutrófilos en la sangre (neutropenia). Como resultado de esta neutropenia, los individuos afectados padecen una inmunodeficiencia, por lo que son más susceptibles a determinadas infecciones.
Los individuos con síndrome de Felty pueden también presentar fiebre, astenia y pérdida de peso. Pueden presentar también hiperpigmentación cutánea, úlceras en las piernas y/o hepatomegalia. Además, estos pacientes pueden presentar anemia, trombopenia y vasculitis.

## Causas
Se desconoce la causa del síndrome de Felty. Es más común en personas que han padecido artritis reumatoide durante mucho tiempo.

## Complicaciones
- Infecciones recurrentes.
- Hiperesplenismo, causa de la anemia y la trombocitopenia.
- Linfadenopatías.
- Hiperpigmentación cutánea y úlceras.

## Tratamiento
El mejor tratamiento del síndrome de Felty es el control de la artritis reumatoide subyacente. La terapia inmunosupresora habitualmente mejora la granulocitopenia y la esplenomegalia, lo que parece indicar la naturaleza autoinmune de la enfermedad. La mayor parte de los tratamientos de la artritis reumatoide han sido utilizados en el tratamiento del síndrome de Felty.
La esplenectomía puede mejorar la neutropenia en casos graves. Ha sido propuesto el uso del rituximab y la leflunomida.